# Příhrazské skály
Příhrazské skály se nacházejí východně od města Mnichovo Hradiště, jižně a západně od vesnice Příhrazy v okrese Mladá Boleslav. Je zde komplex skalních měst na okraji pískovcové skalní plošiny. Dominantou je skalní útvar pojmenovaný Kobylí hlava. Uvnitř skalního města se nalézá vytesaná modlitebna Hynšta. Ta v 17. století sloužila jako úkryt Českým bratřím. V oblasti jsou i zbytky hrádků ze 13. století.
Přírodní rezervace Příhrazské skály zde byla vyhlášena roku 1999, důvodem ochrany je významný komplex skal, přirozená a polopřirozená lesní společenstva, geomorfologicky cenné území.

## Geologie
Příhrazská vrchovina spadá pod Vyskeřskou vrchovinu v rámci Jičínské pahorkatiny. Nejvyšším místem oblasti je s 463,5 m n. m. kopec Mužský. Tento nezalesněný vrchol žíly olivinický nefelinitu je tektonickou krou přibližně o půl stupně ukloněnou k jihovýchodu. Tato skutečnost byla zjištěna porovnáním výšek povrchu kvádrových pískovců a úrovní vývěrů vody z jejich základů. Nejstaršími tvary Příhrazské vrchoviny jsou strukturní vyvýšeniny - pozůstatky strukturní plošiny. Skalní město Příhrazské skály čítá 178 věží. Většina z nich stojí v okrajích kaňonovitých údolí v čele tektonické kry. Čelo je lemováno pásem sesuvů podle rotačních smykových ploch. K největšímu sesuvu v nedávné minulosti došlo v červnu 1926. Jeho následkem byla zničena velká část obce Dneboh a poškozena okresní silnice do Olšiny.
Důsledkem sesuvů kerného typu je zvětšování puklin v rozsedliny, které umožňují vznik pseudozávrtů. V Příhrazských skalách jich najdeme kolem šedesáti. Nejznámější je pseudokrasová propast s rozsedlinou sahající do hloubky 22,5 metrů. která byla objevena v roce 1960 a ma jejíž dno o dva roky později sestoupil cestovatel Gustav Ginzel, majitel známého Hnojového domu na Jizerce. V kaňonovitých údolích Krtola a Vlčí důl můžeme narazit na skalní brány, skalní oblouky a jeskyně. Jeskyně Krtola, zvaná též Sklep na Chodové, je největší jeskyní Českého ráje. Tato 40 metrů dlouhá jeskyně byla poprvé prozkoumána v 80. letech 19. století archeologem Josefem Ladislavem Píčem.
Časté jsou zde žlábkové škrapy a železité inkrustace. Setkat se tu můžeme i se skalními hřiby. Vytvořily se zde nasycené hnědé půdy (kambizem eutrofní) s rankery (typickým a litickým) a na pískovcích kyselé arenosoly (kambizem arenická s podzolem arenickým). Zamokřené polohy zaujímají pseudogleje (typický a glejový) s gleji (typickým a organozemním), část rezervace také glejová organozem.

## Květena
Na ploše rezervace převládají lesy s vysokým zastoupením přirozených lesních společenstev. Reliktní bory na vršcích skal, zakrslá teplomilná doubrava na spraši ve Starých Hradech a suťový les pod vrcholem Mužského, kde roste měsíčnice vytrvalá (Lunaria rediviva), se řadí k nejcennějším z nich. Zajímavým místem je ostrůvek stepní vegetace s kavylem Ivanovým (Stipa pennata) na skalní plošině Hrada. Představuje poslední vyznívající lokalitu termofytika v této části Českého ráje. Kromě něj zde byly pozorovány další zajímavé teplomilné druhy. Na Drábských světničkách roste skalník celokrajný (Cotoneaster integerrimus). V inverzních roklích lze nalézt bučiny s přirozenou příměsí smrku a na skalních stěnách porosty vrance jedlového (Huperzia selago) a plavuně pučivé (Lycopodium annotinum). Z botanického pohledu je nejznámější rokle Krtola.
V rámci rezervace se jižně od rybníka Oběšenec nalézá památný strom Dub u Oběšence.

## Horolezecká lokalita
Příhrazské skály jsou významnou horolezeckou lokalitou. V databázi Českého horolezeckého svazu je v sektoru Příhrazy evidováno téměř dvě stě pískovcových věží a dalších skalních útvarů, na nichž je vyznačena více než tisícovka lezeckých cest. Pokud jde o obtížnost, téměř polovina těchto cest, celkem 453, je klasifikována stupněm č. 6 UIAA. Další desítky lezeckých cest se nabízejí v části, zvané Příhrazská údolíčka, která rovněž spadají do území přírodní rezervace Příhrazské skály.